# Пуллер, Артур Джайлз
Артур Джайлз Пуллер (англ. Arthur Giles Puller; 8 мая 1833 — 1 марта 1885) — английский шахматист.
Участник 3-го турнира Британской шахматной ассоциации проходившего в Кембридже в 1860 году. Также участник ряда гандикап турниров.    

## Спортивные результаты
| Год  | Город    | Соревнование                                                                                | + | − | = | Результат | Место |
| ---- | -------- | ------------------------------------------------------------------------------------------- | - | - | - | --------- | ----- |
| 1860 | Кембридж | 3-й турнир Британской шахматной ассоциации Четвертьфинал против англ. Benjamin Worthy Horne |   |   |   | 1 из 3    |       |
| 1883 | Лондон   | «Визиангарам-турнир»                                                                        |   |   |   | 4 из 25   | 23    |